# Гражданское законодательство
Гражданское законодательство — совокупность правовых актов (а не норм права, как правовая отрасль), которые определяют правовое положение участников гражданского оборота, основания возникновения и порядок осуществления права собственности и других имущественных прав, прав на результаты интеллектуальной деятельности и приравненные к ним средства индивидуализации (интеллектуальных прав), регулирует отношения, связанные с участием в корпоративных организациях или с управлением ими (корпоративные отношения), договорные и иные обязательства, а также другие имущественные и личные неимущественные отношения, основанные на равенстве, автономии воли и имущественной самостоятельности участников.
Одним из основных актов гражданского законодательства в Российской Федерации выступает Гражданский кодекс, который, в свою очередь, содержит понятие гражданского законодательства и иных актов, содержащих нормы гражданского права:
- Гражданское законодательство состоит из Гражданского кодекса Российской Федерации и принятых в соответствии с ним иных федеральных законов, регулирующих гражданско-правовые отношения.
- Гражданско-правовые отношения могут регулироваться также указами Президента Российской Федерации, которые не должны противоречить Гражданскому кодексу и иным законам.
- На основании и во исполнение Гражданского кодекса и иных законов, указов Президента Российской Федерации Правительство Российской Федерации вправе принимать постановления, содержащие нормы гражданского права.
- Министерства и иные федеральные органы исполнительной власти могут издавать акты, содержащие нормы гражданского права, в случаях и в пределах, предусмотренных Гражданским кодексом, другими законами и иными правовыми актами.

Гражданское законодательство соблюдает общий принцип действия закона во времени, согласно которому акты гражданского законодательства не имеют обратной силы. Подзаконные акты, принятые как на уровне субъектов федерации, так и на федеральном уровне, подлежат применению в части, не противоречащей Гражданскому кодексу и другим федеральным законам.
Гражданскому законодательству родственны такие отрасли законодательства, как трудовое, семейное, земельное, лесное, водное, горное и ряд других.